# Le Renard (série télévisée)
 (février 2023).
Si vous disposez d'ouvrages ou d'articles de référence ou si vous connaissez des sites web de qualité traitant du thème abordé ici, merci de compléter l'article en donnant les références utiles à sa vérifiabilité et en les liant à la section « Notes et références ».
Pour les articles homonymes, voir Renard (homonymie).
Le Renard (Der Alte, litt. « Le Vieux » en allemand) est une série télévisée allemande créée par Helmut Ringelmann et diffusée depuis le 11 avril 1977 sur le réseau ZDF.
En France, la série a été diffusée à partir du 20 août 1987 sur La Cinq puis sur France 2, sur France 3. Elle est diffusée depuis le 1er juillet 2019 sur France 3 à partir de la saison 36, après une interruption de 7 années sans diffusion de la série.
Sa longévité est exceptionnelle. Le Renard compte pour l'heure 451 épisodes répartis dans ses 47 saisons. Mais contrairement à Derrick, son illustre comparse de la ZDF, Le Renard a changé à quatre reprises d'interprète principal pour perdurer. Un seul personnage, le Commissaire Gerd Heymann, interprété par Michael Ande, fut présent depuis le premier épisode en 1977, jusqu'à son départ en 2016.
Pur produit de l'industrie du krimi allemand, Le Renard entretient une certaine parenté avec l'illustre Derrick. Ainsi elle est produite par la ZDF, comble la fameuse case horaire du vendredi soir sur la chaîne publique et son action se déroule à Munich. Mais la comparaison s'arrête là. Le Renard n'apparaît pas comme une œuvre cohérente écrite par un auteur unique contrairement à Derrick qui est tout imprégnée du message, de l'atmosphère et de la philosophie morale insufflés par son créateur, Herbert Reinecker.
Le Renard est bel et bien une série policière classique, aux auteurs multiples, et reprenant tous les fondamentaux du krimi de la ZDF.
Après dix ans, l'acteur principal Jan-Gregor Kremp quitte la série à sa propre demande. Son successeur est Thomas Heinze. Cela a été annoncé par ZDF le 1er mars 2022.

## Synopsis
La série s'articule autour de cinq commissaires principaux : le Commissaire Erwin Köster (Siegfried Lowitz, 1977-1985), le Commissaire Leo Kress (Rolf Schimpf, 1986-2007), le Commissaire Rolf Herzog (Walter Kreye, 2008-2012), le Commissaire Richard Voss (Jan-Gregor Kremp, 2012-2022), puis le Commissaire Caspar Bergmann (depuis 2023). L'audience de la série n'a jamais souffert de ces changements de distribution. Le Renard réunit régulièrement près de 6 millions de téléspectateurs. Elle a entamé son passage vers la modernité en optant pour la diffusion en 16/9, adoptant un rythme sensiblement plus soutenu, des décors de plus en plus modernes au gré des évolutions technologiques et proposant la VOD aux téléspectateurs allemands, à l'instar de tous les Krimi de la ZDF.

## Personnages

### Équipe actuelle
| Acteurs               | Rôles           | Fonctions             | Épisodes   | Années      | Doublage       |
| --------------------- | --------------- | --------------------- | ---------- | ----------- | -------------- |
| Thomas Heinze (de)    | Caspar Bergmann | Commissaire Principal | depuis 453 | depuis 2023 | Vincent Ropion |
| Stephanie Stumph (de) | Anabella Lorenz | Commissaire           | depuis 395 | depuis 2015 | Céline Melloul |
| Yun Huang (de)        | Julia Lulu Zhao | Agent informaticien   | depuis 444 | depuis 2022 |                |
| Sidonie von Krosigk   | Luisa Geiger    | Médecin légiste       | depuis 453 | depuis 2023 |                |

### Anciens personnages
| Acteurs                 | Rôles                    | Fonctions                                      | Épisodes                            | Années    | Doublage                                                     |
| ----------------------- | ------------------------ | ---------------------------------------------- | ----------------------------------- | --------- | ------------------------------------------------------------ |
| Siegfried Lowitz        | Erwin Köster             | Commissaire Principal                          | épisodes 1 à 100                    | 1977-1985 | Jacques Dynam                                                |
| Michael Ande            | Gerd Heymann             | Inspecteur, Commissaire, Commissaire Principal | épisodes 1 à 404 (sauf ép. 53)      | 1977-2016 | Richard Darbois, Lionel Bourguet, Julien Thomast             |
| Jan Hendriks            | Martin Brenner           | Inspecteur                                     | épisodes 1 à 101                    | 1977-1985 | Jean Roche (entre autres)                                    |
| Wolfgang Zerlett (de)   | Meyer Zwo                | Agent                                          | épisodes 32 à 114                   | 1979-1987 | ??                                                           |
| Henning Schlüter        | Franz Millinger          | Commissaire Divisionnaire                      | épisodes 1 à 78                     | 1977-1984 | Jean Michaud, Roger Lumont                                   |
| Jan Meyer               | Löwinger                 | Agent                                          | épisodes 77.91.94.96.99.101.104.111 | 1984-1986 | ??                                                           |
| Rolf Schimpf            | Leo Kress                | Commissaire Principal                          | épisodes 101 à 322                  | 1985-2006 | Roger Lumont (VF), Jean-Paul Landresse (VFB)                 |
| Charles M. Huber        | Henry Johnson            | Commissaire                                    | épisodes 101 à 225                  | 1986-1997 | Gary Eurson, Luc Bernard                                     |
| Markus Bottcher         | Werner Riedmann          | Agent, Inspecteur, Commissaire                 | épisodes 106 à 394                  | 1986-2015 | Fabrice Josso (VF), Mathieu Moreau (VFB)                     |
| Pierre Sanoussi-Bliss   | Axel Richter             | Commissaire                                    | épisodes 226 à 394                  | 1997-2015 | Sidney Kotto, Thierry Desroses (VF), Philippe Résimont (VFB) |
| Walter Kreye            | Rolf Herzog              | Commissaire Principal                          | épisodes 323 à 365                  | 2007-2011 | Patrick Waleffe (VFB), Jean-Louis Faure (acteur) (VF)        |
| Ulf J. Söhmisch         | ...                      | Médecin légiste                                | épisodes 74 à 374                   | 1983-2013 | Pierre Fromont (le plus souvent)                             |
| Thimo Meitner (de)      | Lennard "Lenny" Wandmann | Agent informaticien                            | épisodes 405 à 440                  | 2017-2021 | Vincent Lecomte, Tom Trouffier                               |
| Yan Balistoy (de)       | Joshua Tuttlinger        | Agent informaticien                            | 441-443                             | 2021      |                                                              |
| Ludwig Blochberger (de) | Tom Kupfer               | Commissaire                                    | 395 à 451                           | 2015-2022 | Hervé Rey                                                    |
| Christina Rainer (de)   | Franziska Sommerfeld     | Médecin légiste                                | 375-452                             | 2013-2022 | Véronique Augereau, Murielle Naigeon                         |
| Jan-Gregor Kremp (de)   | Richard Voss             | Commissaire Principal                          | 366-452                             | 2012-2022 | Frédéric Souterelle                                          |

## Réalisateurs

### Réalisateurs actuels
- Michael Kreindl (depuis 2012-2019/2022-)
- Florian Schott (2019/depuis 2022)
- Marcus Ulbricht (depuis 2020)
- Christoph Stark (depuis 2020)
- Christoph Ischinger (depuis 2020)
- Eva Marel Jura (depuis 2021)
- Maris Pfeiffer (depuis 2021)
- Andi Niessner (depuis 2022)

### Réalisateurs principaux
- Theodor Grädler (1978-1989 - 30 épisodes)
- Günter Gräwert (1978-1993 - 45 épisodes)
- Zbynek Brynych (1978-1994 - 45 épisodes)
- Helmuth Ashley (1978-2005 - 55 épisodes)
- Gero Erhardt (1987-2009 - 30 épisodes)
- Hartmut Griesmayr (2000-2013 - 50 épisodes)

## Scénaristes

### Scénaristes actuels
- Jan von der Bank (depuis 2012)
- Arne Laser (2014 / 2016 / 2019 / depuis 2021)
- Claus Stirzenbecher (2015 / depuis 2017)
- Sven Poser (2015 / 2017-2020 / depuis 2022)
- Elke Hauck (2015 / 2017-2020 / depuis 2022)
- Martin Dolejs (depuis 2021)
- Eva Marel Jura (depuis 2021)
- Melanie Brügel (depuis 2022)
- Michael Pohl (depuis 2022)
- Christoph Wortberg (depuis 2022)

### Scénaristes principaux
- Volker Vogeler (1978-2005 - 180 épisodes)

## Producteurs

### Producteurs
- Helmut Ringelmann (1977 - 2011) épisodes 1 à 356
- Susanne Porsche (2011 - 2018) épisodes 357 à 418
- Susanne Freyer (depuis septembre 2018) depuis épisode 419

### Producteurs exécutifs
- Gustl Gotzler (1977-1990 - 149 épisodes)
- Claus Legal (1986-2004 - 155 épisodes)
- Tobias Ringelmann (1990-2007 - 108 épisodes)
- Claus Gotlzer (1990-2009 - 189 épisodes)
- Rolf Seyfried (1992-2016 - 135 épisodes)
- Sabine Groß (2004-2014 - 49 épisodes)
- Stefan Kistler (depuis 2008)
- Klaus Laudi (depuis 2018)

(liste non exhaustive)

## Commentaires
- Cette série de la ZDF a été diffusée pour la première fois le 6 février 1977. Cette nouvelle production voulait en réalité s'ancrer dans la continuité d'une autre série, Der Kommissar qui s'est arrêtée en 1976. Mais les producteurs s'inspirent quelque peu des productions américaines et la série fait parfois preuve d'un réalisme assez brutal. Avec l'arrivée du commissaire Leo Kress, la production reprend un rythme plus posé.
- La structure narrative du Renard est assez simple : un meurtre est commis, les quatre commissaires arrivent sur les lieux et relèvent les premiers indices. Généralement, le commissaire Werner Riedmann se charge de faire les prélèvements et de communiquer avec le laboratoire. Une fois les premières constatations faites, l'équipe part interroger les témoins et se retrouve régulièrement au bureau pour faire le point sur l'enquête. Au terme de l'épisode, les quatre commissaires se rendent auprès du coupable désigné et le commissaire principal signifie l'arrestation de l'accusé. Parfois, les compères, dont on sait par ailleurs peu de choses sur leur vie privée, se retrouvent autour d'une chope de bière pour se détendre après une enquête. Seul le personnage du Commissaire Werner Riedmann verra une légère évolution de son personnage tout au long de la série puisqu'il aura une présence de plus en plus importante à l'écran au fil des saisons.
- Le commissaire Gerd Heymann (Michael Ande), joue le rôle d'adjoint au Commissaire Principal. Assistant d'Erwin Köster dans les premières saisons, sa place n'a pas changé trente-neuf ans plus tard et il en est réduit à seconder Richard Voss. Il est néanmoins passé du statut d'Inspecteur à celui de Commissaire dans les années 1980 et de Commissaire Principal dans les années 2000.
- Concernant le doublage français, la série fut doublée en France dès son apparition à la fin des années 1980, jusqu'au début des années 2000, puis à l'instar d’Un cas pour deux (Ein Fall für zwei), France Télévisions délocalisa le doublage en Belgique, ce qui explique le changement de toutes les voix des dernières années de la période Kress. Néanmoins, depuis que la série est diffusée sur France 3 en 2019 après sept ans d'absence, la série est, à nouveau, doublée en France.

- En 2007, dans un souci de continuité et pour remplacer le vieillissant Rolph Schimpf (83 ans) présent depuis 21 saisons, ce dernier est remplacé par Walter Kreye le commissaire sexagénaire Rolf Herzog.

- En 2011, à la suite de soucis de santé, Walter Kreye quitte la série. Il est remplacé par le commissaire principal Richard Voss plus jeune, afin de moderniser et redynamiser la série. Il est interprété par Jan Gregor Kramp (de).

- Dès 2015, un changement de distribution s'opère au sein de la série et contribue à un rajeunissement radical des enquêteurs, ainsi qu'un nouveau souffle de dynamisme pour rester dans cet esprit de modernisme commencé depuis quelques années. Ainsi, Le Renard voit partir deux de ses quatre acteurs principaux ; Pierre Sanoussi-Bliss (présent depuis 1997) et Markus Böttcher (présent depuis 1986), remplacés par Ludwig Blochberger et Stephanie Stumph. Le générique de la série est modernisé, tout en gardant le thème musical adopté depuis l'ère 'Leo Kress'.

- Mi-2016, c'est au tour de l'acteur Michael Ande, dans le rôle de Gerd Heymann, de dire au revoir à la série après 39 ans de bons et loyaux services rendus à la police allemande. Il prend sa retraite, après être passé de simple inspecteur à Commissaire de police. C'est l'acteur historique de la série, présent depuis le premier épisode en 1977.

- En 2017, un nouvel agent intègre l'équipe du Commissaire Voss. Il s'agit d'un jeune expert scientifique atteint du syndrome d'Asperger, connu sous le nom de Lennard « Lenny » Wandmann (Thimo Meitner). Il reprend un rôle similaire à celui que tenait Markus Böttcher (Werner Riedmann) dans la série. Le personnage quittera la série en 2021 pour laisser la place à un nouvel expert informatique, Joshua Tottlinger (Yan Balistoy).

- En 2023, nouveau changement puisque le commissaire principal change. Thomas Heinze campe le rôle du Commissaire Caspar Bergmann. Deux autres nouveautés arrivent également dans la série. Une refonte totale du générique, quasiment inchangé (hormis quelques remixage) depuis 1986. Désormais la série tournera autour d'un duo d'enquêteurs, contrairement aux saisons précédentes axées sur 3, voire 4 enquêteurs (depuis 1977).

## Sortie DVD
En France, la série sort en DVD à partir de la saison 10, le 16 août 2022 par Elephant Films. La saison 11 est suivie le 29 novembre 2022. La saison 12 sort le 28 février 2023.

## Anecdotes
- Jan Gregor Kramp (de), qui campe le Commissaire Voss, avait déjà joué un personnage dans la série : Bert Weissenbach (ép. 300 : Le dernier tango), ainsi que le Dr Sebastian Webber, un chirurgien, dans l’épisode 316, Le voile de l’erreur.
- Christina Rainer (de) qui joue le rôle de la légiste Franziska Sommerfeld, a également tourné dans un autre épisode : Brigitte Aicher (ép. 353 : J'irai mourir sur vos tombes).
- Walter Kreye, le Commissaire Rolf Herzog, joue le rôle de Wolfgang Kugan, commanditant le meurtre de sa femme dans l'épisode 276, Meurtres sur commande.